# Super-Electric
Super-Electric è il secondo EP del gruppo musicale anglo-francese Stereolab, pubblicato nel 1991.

## Tracce
1. Super-Electric – 5:22
2. High Expectation – 3:32
3. The Way Will Be Opening – 4:07
4. Contact – 8:17